# Melanophthalma asiatica
Melanophthalma asiatica es una especie de coleóptero de la familia Latridiidae.

## Distribución geográfica
Habita en Tayikistán.